# Синдром Аллена — Гайнса
Синдром Аллена—Гайнса (англ. Allen-Hines syndrome) — аномальне накопичення жиру і рідини (ліпоматоз), що спричинює симетричне двобічне розширення сідниць і ніг.

## Етимологія
Названий на честь американських лікарів Едгара Аллена (англ. Edgar Van Nuys Allen, роки життя 1900—1961) і Едгара Гайнса-молодшого (англ. Edgar Alphonso Hines, Jr., 1905—1978), які вперше його описали у 1940 році

## Етіологія
Невідома, але не виключають спадковий характер.

## Клінічні ознаки
Зазвичай накопичення жиру обмежене ногами і сідницями, ззовні виглядає нормально. Але хворі відчувають збільшення розмірів сідниць та ніг у теплу погоду. після сауни тощо. Синдром майже винятково спостерігають у жінок. Спричинює часто емоційні проблеми. Часто зустрічається у жінок однієї сім'ї.

## Лікування
Етіологічного немає. Проводять ліпосакцію на проблемних ділянках.